# Gouvernorat de Beyrouth
Le gouvernorat de Beyrouth (en arabe : محافظة بيروت / Muhāfazat Bayrūt) est une subdivision administrative du Liban. Il correspond à la ville de Beyrouth intra-muros dont la superficie est de 19,8 km².
Le gouvernorat est le seul à ne pas être divisé en districts.
|    | Nom                | Prise des fonctions | Fin de fonction |
| -- | ------------------ | ------------------- | --------------- |
| 1  | Kamel Abbas Hamieh | 1936                | 1941            |
| 2  | Nicolas Rizk       | 1946                | 1952            |
| 3  | George Assi        | 1952                | 1956            |
| 4  | Bachour Haddad     | 1956                | 1958            |
| 5  | Philip Boulos      | 1959                | 1960            |
| 6  | Emile Yanni        | 1960                | 1967            |
| 7  | Chafik Abou Haydar | 1967                | 1977            |
| 8  | Mitri El Nammar    | 1977                | 1987            |
| 9  | George Smaha       | 1987                | 1991            |
| 10 | Nayef Al Maaloof   | 1992                | 1995            |
| 11 | Nicolas Saba       | 1995                | 1999            |
| 12 | Yaacoub Sarraf     | 1999                | 2005            |
| 13 | Nassif Kalouch     | 2005                | 2014            |
| 14 | Ziad Chebib        | 2014                | 2020            |

## Répartition confessionnelle des électeurs
http://elnashra.com/elections/vote
https://www.almanar.com.lb/9564502
| Confessions           | Pourcentage (2022)                     | Pourcentage (2015) | Pourcentage (2005) |
| Chrétiens (total)     | 33.83                                  | 37,24 %            | 41,31 %            |
| --------------------- | -------------------------------------- | ------------------ | ------------------ |
| Arméniens-orthodoxes  | 10,12 % (armeniens catholiques inclus) | 9,41 %             | 11,65 %            |
| Grecs-orthodoxes      | 8,63 %                                 | 8,40 %             | 10,07 %            |
| Maronites             | 4,76 %                                 | 6,05 %             | 5,90 %             |
| Grecs-catholiques     | 3,78 %                                 | 4,18 %             | 4,66 %             |
| Arméniens-catholiques | -                                      | 1,75 %             | 2,19 %             |
| Autres chrétiens      | 6,53 %                                 | 7,45 %             | 6,84 %             |
| Musulmans (total)     | 65,98 %                                | 62,75 %            | 58,69 %            |
| Sunnites              | 48,88 %                                | 45,69 %            | 43,76 %            |
| Chiites               | 16,03 %                                | 15,92 %            | 13,75 %            |
| Druzes                | 1,19 %                                 | 1,11 %             | 1,16 %             |
| Alaouites             | 0,04 %                                 | 0,03 %             | 0,02 %             |